# Samoan National Development Party
Die Samoan National Development Party (SNDP) war eine politische Partei in Samoa und die Haupt-Oppositionspartei zwischen 1988 und 2003.

## Geschichte
Die Partei entstand aus dem Zusammenschluss der Christian Democratic Party (Samoa) und der Samoa National Party im April 1988. Bei den Wahlen 1991 gewann die Partei 17 von 47 Sitzen, der Parteiführer Tupua Tamasese Efi verlor jedoch sein Mandat. 1996 gewann die Partei 15 Sitze. Bei den Wahlen 2001 errang die Partei 23,5 % der Stimmen und damit 13 der 49 Sitze.
2003 schloss sich die Partei mit der Samoan United Independents Political Party zusammen zur Samoan Democratic United Party, die zur Hauptoppositionspartei von Samoa wurde. Zur Zeit des Zusammenschlusses wurde die Partei von Le Mamea Ropati angeführt.

## Wahlergebnisse
| Wahl      | Stimmen | %    | Mandate |
| --------- | ------- | ---- | ------- |
| Wahl 1991 | 12.756  | 21,2 | 15 / 47 |
| Wahl 1996 | 17.586  | 26,1 | 11 / 49 |
| Wahl 2000 | 17.966  | 23,5 | 13 / 49 |